# Protonarthron diabolicum
Protonarthron diabolicum är en skalbaggsart som beskrevs av Thomson 1858. Protonarthron diabolicum ingår i släktet Protonarthron och familjen långhorningar.
Artens utbredningsområde är Gabon. Inga underarter finns listade i Catalogue of Life.